# Chatanga (wieś)
Chatanga (ros. Хатанга) – wieś (ros. село, trb. sieło) znajdująca się przy rzece Chatanga, na półwyspie Tajmyr, w Kraju Krasnojarskim, w azjatyckiej części Rosji. Jest to jedna z najbardziej wysuniętych na północ miejscowości w tym kraju. Położona jest 30 m nad poziomem morza. Liczba ludności wynosiła w 2002 roku ok. 3450 mieszkańców (według spisu powszechnego). W 2019 liczbę ludności szacuje się na około 2600 osób. Wyraz „chatanga” oznacza „wielką rzekę” w lokalnym języku ewenkijskim. Osadnictwo w tej okolicy istnieje od XVII wieku. Obsługiwane jest ono przez lotnisko Chatanga.

## Turystyka
Chatanga jest czasem odwiedzana przez zachodnich turystów zwiedzających Syberię. Udostępnione są dla nich: lotnisko, hotel, muzeum historii naturalnej oraz stacja pogodowa. Miejscowość planuje od 2020 roku stać się turystycznym ośrodkiem przesiadkowym, w którym rozpoczynać się będą wyprawy na biegun północny. Szacuje się, że w oferty może skorzystać od 300 do 500 turystów rocznie.